# En fars søn
En fars søn er en dansk kortfilm fra 2002, der er instrueret af Tobias Falk efter manuskript af Maria Olsson.

## Handling
I sin Volvo drager P-O væk fra det ensomme liv i Sverige for at møde sin søn, Jakob, i Danmark. Det er tretten år siden, de så hinanden sidst. Tretten år - det er lang tid. Den eneste information, P-O har fået om sønnen, er via postkort fra alle verdens hjørner - korte rapporter om Jakobs liv; han rejser; han har mødt en svensk pige; de er blevet gift, intet mere, indtil en indbydelse til Jakobs 30-års fødselsdag i København dumper ind af brevsprækken. Hvorfor vil Jakob møde sin far netop nu? Hvordan kan det være, at den svenske pige ikke taler svensk? Og hvorfor er de ikke i stand til at nå hinanden til trods for de bedste intentioner? Med så meget håb om forståelse og kærlighed, der er knyttet til dette møde, kan det kun gå galt.